# Melinda (film, 1970)
Pour les articles homonymes, voir Mélinda.
Pour plus de détails, voir Fiche technique et Distribution.
Melinda (titre original : On a Clear Day You Can See Forever) est un film musical américain réalisé par Vincente Minnelli, sorti en 1970.

## Synopsis
Aux États-Unis, Daisy Gamble, jeune femme fantasque, doit accompagner bientôt son fiancé Warren Pratt à un important dîner d'affaires, mais sa forte dépendance à la cigarette risque de le compromettre. Elle fait alors irruption dans un cours à l'université, donné par le docteur Marc Chabot, psychiatre utilisant l'hypnose. Celui-ci l'accepte comme cliente et dès la première séance, alors qu'elle est endormie afin de lui auto-suggérer l'abandon progressif du tabac, Daisy révèle sa personnalité dans une vie antérieure, celle d'une aristocrate anglaise du XIXe siècle, Melinda Tentrees…

## Fiche technique
- Titre : Melinda
- Titre original : On a Clear Day You Can See Forever
- Réalisateur : Vincente Minnelli
- Scénario : Alan Jay Lerner, d'après son livret pour la comédie musicale On a Clear Day You Can See Forever, créée à Broadway en 1965
- Musique : Burton Lane
- Lyrics : Alan Jay Lerner
- Direction et supervision musicales, arrangements : Nelson Riddle (non crédité)
- Directeur de la photographie : Harry Stradling Sr. (crédité Harry Stradling)
- Directeur artistique : John DeCuir
- Décors de plateau : George James Hopkins (crédité George Hopkins) et Raphael Bretton
- Costumes d'époque : Cecil Beaton
- Costumes contemporains de Barbra Streisand : Arnold Scaasi
- Autres costumes : John A. Anderson (crédité John Anderson), pour les hommes, et Shirlee Strahm, pour les femmes
- Chorégraphie : Howard Jeffrey
- Montage : David Bretherton
- Producteur : Howard W. Koch
- Société de production et de distribution : Paramount Pictures
- Genre : Film musical
- Format : couleur (Technicolor et Panavision) - 35 mm - 2,35:1 - Son : mono
- Durée : 129 minutes
- Dates de sortie :
  - États-Unis :17 juin 1970
  - France : 30 octobre 1970

## Distribution
(dans l'ordre du générique de fin)
- Barbra Streisand (V.F : Michèle Bardollet) : Daisy Gamble / Melinda Tentrees
- Yves Montand (V.F : Michel Gatineau) : Dr Marc Chabot
- Bob Newhart (V.F : Christian Alers) : Dr Mason Hume
- Larry Blyden (V.F : Philippe Dumat) : Warren Pratt
- Simon Oakland (V.F : Pierre Marteville) : Dr Conrad Fuller
- Jack Nicholson (V.F : Philippe Mareuil) : Tad Pringle
- John Richardson (V.F : Marc Cassot) : Robert Tentrees
- Pamela Brown : Mme Fitzherbert
- Irene Handl (V.F : Marie Francey) : Winnie Wainwhisle
- Roy Kinnear (V.F : Jean Brunel) : le prince régent
- Peter Crowcroft : l'avocat du divorce
- Byron Webster (V.F : Albert Médina) : l'avocat de l'accusation
- Mabel Albertson (V.F : Sylvie Deniau) : Mme Hatch
- Laurie Main (V.F : Émile Duard) : Lord Percy
- Kermit Murdock (V.F : Jacques Hilling) : Hoyt III
- Elaine Giftos : Muriel
- John Le Mesurier : Pelham
- Angela Pringle : Diana Smallwood
- Leon Ames (V.F : Jean-Henri Chambois) : Clews
- Paul Camen : Millard
- George N. Neise (crédité George Neise) : Wytelipt
- Tony Colti : Preston

Et, parmi les acteurs non crédités :
- Richard Kiel : le forgeron